# Die Phönikerinnen
Die Phönikerinnen (auch: Die Phönizierinnen, Die Phoinissen, Die Phoinikerinnen, altgriechisch Φοίνισσαι) ist eine antike Tragödie des griechischen Dichters Euripides. Ihre Datierung ist umstritten, wird aber mittlerweile um 409/408 v. Chr. angesetzt. Die Tragödie war wohl Teil einer Tetralogie, ohne dass über die Namen der anderen Stücke Gewissheit besteht. Wurde sie früher mit dem Chrysippos, dem Oinomaos und einem unbekannten Satyrspiel zusammengestellt, so geht man heute eher von einer Zusammengehörigkeit mit der Antiope, der Hypsipyle und einem weiteren Stück, möglicherweise dem Orestes, aus.
Der überlieferte Text weist zahlreiche Interpolationen auf, was die Rekonstruktion des Originals erheblich beeinträchtigt und so weit führte, dass man sich der Frage nach dem Euripideischen an der Tragödie verweigerte oder eine nach-euripideische Schöpfung vermutete. Der Stoff stammt aus dem Mythos der Labdakiden und spielt in mythischer Vorzeit im böotischen Stadtstaat Theben. Mit den Phönikerinnen griff Euripides in eigener Deutung das Thema der Sieben gegen Theben des Aischylos auf und behandelte zugleich die Vorgeschichte der Antigone des griechischen Tragikers Sophokles neu.

## Figuren
- Iokaste, Gattin des toten thebanischen Königs Laios, Mutter und Gattin des Oidipus
- Erzieher
- Antigone, Tochter des Oidipus und der Iokaste
- Chor der phoinikischen Mädchen
- Polyneikes, Sohn des Oidipus und der Iokaste
- Eteokles, sein Bruder
- Kreon, Bruder der Iokaste
- Teiresias, der blinde Seher
- Menoikeus, Sohn des Kreon
- Zwei Boten
- Oidipus, ehemaliger König von Theben
- Bewaffnete
- Die Tochter des Teiresias

## Handlung
Im Zentrum der Tragödie steht der Machtkampf der Brüder Eteokles und Polyneikes um die Herrschaft in Theben. Iokaste erzählt in einem großen Eröffnungsmonolog die Vorgeschichte: das fluchbeladene Schicksal der Labdakiden. Einem Orakelspruch zufolge hatte Oidipus seinen Vater Laios erschlagen und seine Mutter Iokaste geheiratet. Oidipus blendete sich selbst, als er von seiner Schuld erfuhr. Oidipus zeugte mit Iokaste vier Kinder: Antigone, Polyneikes, Eteokles und Ismene. Die Söhne sperrten Oidipus im Palast ein, woraufhin er ihr Erbe mit einem Fluch belegte. Um Gewalt zu vermeiden, trafen Eteokles und Polyneikes eine Vereinbarung: abwechselnd wollten sie in Theben herrschen. Polyneikes ging ins Exil nach Argos und heiratete dort die Tochter des Königs Adrastos. Eteokles jedoch weigerte sich nach Ablauf der Frist, die Herrschaft an Polyneikes abzutreten. Dieser rekrutierte aus dem Volk von Argos ein Heer und steht nun vor den Toren Thebens, um seinen Anspruch durchzusetzen.
Iokaste erzwingt einen Waffenstillstand, um zwischen ihren Söhnen zu vermitteln. Während Polyneikes bereit ist, das Heer zurückzuziehen, wenn sein Bruder zur ursprünglichen Vereinbarung zurückkehrt, will Eteokles die Macht auf keinen Fall abtreten. Zugleich manipuliert er Iokaste geschickt mit dem Argument, Polyneikes habe seinen Anspruch auf Herrschaft verwirkt, da er ja bereit sei, die Heimatstadt zu zerstören. Iokaste führt Polyneikes vor Augen, dass er in diesem Kampf nur verlieren kann: im Falle des Sieges hätte er Theben zerstört. Im Falle der Niederlage müssten viele aus dem Heer der Argiver ihr Leben lassen, was ihm ein Weiterleben in Argos unmöglich machen würde. Iokastes Vermittlungsversuch scheitert; die Brüder wünschen einander den Tod.
Kreon, Iokastes Bruder, berät Eteokles vor der Schlacht. Dieser verfügt für den Fall seines Todes, Kreon solle seinen Sohn Haimon mit Antigone verheiraten. Sollte Polyneikes sterben, so solle er nicht innerhalb der Mauern Thebens bestattet werden. Wer ihm dennoch die Totenehre erweise, solle dies mit dem Tod büßen.
Der blinde Seher Teiresias weissagt Kreon den nahen Tod von Eteokles und Polyneikes. Das einzige Mittel der Rettung sei, dass Kreon seinen Sohn Menoikeus opfere. Kreon sträubt sich, treibt seinen Sohn zur Flucht und versucht zu verhindern, dass der Orakelspruch öffentlich wird. Menoikeus will jedoch nicht als Feigling dastehen und opfert sich, um die Stadt zu retten.
In der Schlacht halten die Thebaner den Argivern stand. Eteokles und Polyneikes rüsten sich zum Zweikampf. Iokaste fordert Antigone auf, mit ihr gemeinsam einen letzten Schlichtungsversuch zu unternehmen. Sie kommen zu spät; die Brüder haben sich gegenseitig getötet. Iokaste begeht Selbstmord. Die Schlacht beginnt von neuem; die Thebaner gehen daraus siegreich hervor.
Kreon nutzt das Machtvakuum, um die Herrschaft über Theben zu erringen. Er verbannt Oidipus unter dem Vorwand, Teiresias habe dies geraten, aus der Stadt. Des Weiteren behauptet er, Eteokles habe ihn im Falle seines Todes zum Nachfolger bestimmt. Beides trifft im wörtlichen Sinne nicht zu; Kreon manipuliert das Geschehen zu seinen Gunsten. Als er befiehlt, die Leiche des Polyneikes vor die Tore zu werfen, widersetzt sich Antigone. Unerschrocken sagt sie Kreon den Kampf an: sie will Polyneikes bestatten und Oidipus ins Exil begleiten.

## Rezeption
Obwohl bei der Erstaufführung eher kritisch aufgenommen, zählte Die Phönikerinnen bereits in der Antike zu den meistaufgeführten Dramen des Euripides. Ein Grund dafür mag gewesen sein, dass dieses Stück historische Vorgänge der Entstehungszeit widerspiegelte. Der Peloponnesische Krieg zwischen Athen und Sparta bildete den Rezeptionshintergrund, vor dem die Konflikte und Entscheidungen der Tragödie einen unmittelbar aktuellen Bezug für die Zuschauer hatten.
Im Mittelalter gehörte Die Phönikerinnen zur byzantinischen Trias des Euripides, die für die Schullektüre bestimmt war und mit Scholien versehen wurden. Ungefähr um 1300 vereinigte der byzantinische Gelehrte Demetrios Triklinios alle überlieferten neunzehn Euripides-Dramen in einer Handschrift. Friedrich Schiller übersetzte einige hundert Verse des Stückes und verdankte ihm die Anregung für das Verhältnis von Mutter und Söhnepaar in seiner Braut von Messina.
In jüngerer Zeit gehören Die Phönikerinnen trotz ihrer komplexen Dramaturgie, dem modern anmutenden Spannungsaufbau und der vielschichtigen Charaktere zu den eher selten gespielten Stücken des Euripides. Weit bekannter sind etwa Medea, Die Troerinnen und Die Bakchen.
Das Sujet wird aufgenommen in Hojang Taret, einem indischen Theaterstück in klassischer Meitei-Sprache.

## Übersetzungen (Auswahl)
- Dietrich Ebener: Die Phoinikerinnen. In: Euripides. Werke in drei Bänden. Hrsg. von Jürgen Werner und Walter Hofmann. Aufbau Verlag Berlin und Weimar 1966
- Euripides, Sämtliche Tragödien und Fragmente. Band 4: Iphigenie im Taurerlande, Helena, Ion, Die Phönikerinnen. Übersetzt von Ernst Buschor, herausgegeben von Gustav Adolf Seeck. Heimeran, München 1972 (griechischer Originaltext und deutsche Übersetzung).